# Davidoff Swiss Indoors 2003
Davidoff Swiss Indoors 2003 — тенісний турнір, що проходив на кортах з твердим покриттям у місті Базель, Швейцарія з 20 жовтня . Належав до категорії ATP International Series, був турніром серії Swiss Indoors 2003 року.

## Фінальна частина

### Одиночний розряд
Гільєрмо Кор'я —  Давід Налбандян W/O

### Парний розряд
Марк Ноулз (тенісист) /  Деніел Нестор —  Лукас Арнольд Кер /  Маріано Худ 6–4, 6–2